# 映像散歩
『映像散歩』（えいぞうさんぽ）は、日本放送協会の放送局（主に総合テレビ）にて、空き時間帯を利用して放送されるフィラー番組である。

## 概要
総合テレビが1996年4月から毎週金曜・土曜深夜（日付上は土曜・日曜）に限って24時間放送（『週末特選』）を開始したことをきっかけに放送を開始した。1997年からは『ミッドナイトチャンネル』明けの放送（事実上コンプレックス扱い）となった。
また2000年度からEテレも24時間放送になった関係で、早朝4時台の末尾（4:50 - 5:00）と『ETVライブラリー』の時間帯によって空きがある場合を中心に放送されたが、2006年3月をもって24時間放送を一旦中止するため、Eテレでの深夜放映も一旦休止となった。
総合テレビでは、以前は番組放送中、画面右上にNHKのロゴのスーパーが表示されたが、2004年8月2日深夜以降は表示されなくなった。
2008年度の番組改編ではミッドナイトチャンネル枠内の定時再放送枠を主に午前1時台と午前3時以降に固定され、定時枠の間をアンコール放送枠に設定されたことで、月曜深夜から金曜深夜にかけては全枠通常番組が基本となり、映像散歩の放送頻度が大幅に減少し、映像散歩の放送枠は土曜日深夜（＝日曜日未明）・日曜日深夜（＝月曜日未明）と不定期メンテナンス期間のみとなった。また2008年度改編よりハイビジョン撮影の映像散歩の放送が増加し、MUSIC BOXを始めとする標準画質の映像散歩がほぼ放映されなくなった。2015年度は一度、14時台の生放送枠が廃止され、再放送枠が移動したことから映像散歩枠が拡大したが、2017年度には14・15時台が『ごごナマ』の生放送枠になったため再び3・4時台に定時番組の再放送が再開したため再縮小された。『ごごナマ』は2020年度をもって終了となり、2021年度から再放送枠が日中に移動したため、それ以後は映像散歩の放送枠が拡大した。特に、月-木曜深夜に当たる火-金曜未明の時間帯は、1時台後半以後から4時（大相撲期間中は3:35）まで映像散歩が連続して放送される日も発生している。
2008年秋改編から2009年春まで、放送局管内の総合テレビでメンテナンスによる放送休止がある場合、緊急地震速報に対応できるようにするため、その放送局管内のEテレでは最終番組から翌放送開始時刻（4:59）まで映像散歩を放送した。2009年4月以後は深夜の休止枠での放送は省エネと環境対策の徹底から行わず、「緊急ニュース等がある際には 総合テレビをお休みしている地域では ご覧のチャンネルでお伝えします（一部地域を除く）」という断りの字幕を放送終了後、および翌日付開始前に入れる。
海外向けのNHKワールド・プレミアムでも30秒から2分程度、映像散歩の放送素材を使い、自然の風景ものを中心にフィラーとして放送されることもある。
2011年4月からはNHK BSプレミアムにおいて、午前2時台 - 5時台（1日の起点・5時をまたぐ）にも「BS映像散歩」が放送されるが、内容は地上波で放送されるものと同じである。2015年4月からは早朝定時番組の見直しに伴い、平日・祝日のみ5時台が廃止され、平日・祝日は概ね2時台〜4時台、週末は概ね2時台〜5時台前半(番組編成によっては週末も4時台)のみとなった。2018年4月からは、NHK BS1でもスポーツ中継（ない日はドキュメンタリーなど）終了後の概ね2時台～4時台前半に放送されている。
2020年3月1日に開始されたNHKプラスでは配信休止時間になっており、番組が同時配信されないが、一部は見逃し番組で配信されている。
2022年6月以後、総合テレビにおける放送の一部時間帯において、「NHKプラス」の案内字幕が表示され、主要番組の見逃し配信用QRコードも掲示されている。

## 主な放送時間
時刻は日本標準時。

### 総合テレビ
- 主に2時台（日曜日深夜〔月曜未明〕は主に1時台前後）から原則としてインターミッション（局名告知や自然映像・国旗掲揚など）が放送される時間帯[注 8]まで。
- その他、放送機器メンテナンスが実施される期日は月1回で局内では「放送休止指定日」と呼ばれる。特に多い時期は第1、第3日曜日深夜（前述）の他、特定期間[注 9]は一部地域で放送が休止されるため、時間が若干早まる場合もある。また天災や重大な事件・事故によっては放送を休止したり、また新聞発表された予定番組の代替で組まれる場合もある。そのため、深夜放送休止という扱いでもある。なお番組前後には「日章旗掲揚と君が代演奏」が流れる場合もある[注 10]。
- 日曜日深夜でも単発枠の設定で放送時間が短時間であったり休止になる場合もある。
- 『みんなの体操』が制定された1999年9月から2000年3月26日まで、映像散歩内の4:54 - 4:59にも『みんなの体操』が放送された[注 11]。
- 総合テレビの放送開始（基点）が4:30になる2004年4月より前の2003年9月30日から2004年3月12日まで、4:00から『生きもの地球紀行』を再放送していた[注 12]。

### 教育テレビ（現・Eテレ)
- 2000年4月から2006年3月までは、総合テレビの終夜放送が行われる第2・4・5日曜日（この場合は日曜付け終了後に、「日章旗・君が代」が放送されていた）を除き、毎日終日24時間放送が行われており、原則的に『ETVライブラリー』の放送終了後（概ね2時台前半）から、『学校放送ライブラリー』があるとき（原則として4月第1週 - 7月第2週、9月第1週 - 12月第3週、1月第2週 - 3月第3週の月 - 木曜深夜）は2:50まで、それ以外は『高校講座ライブラリー』の前の3:50までと、『高校講座』終了後の4:50 - 5:00（放送日付上の基点）までが基本的な放送時間だった。
  - ただし、年数回の放送設備点検で放送休止となる場合（2000年秋季以後、各局任意設定）は、放送休止となる場合に「日章旗・君が代」を放送する地域があったが、大抵は『ETVライブラリー』が本来始まるべき時間（1時前後）から5:00まで続ける場合もあった。
- 教育テレビの場合、テレビ情報誌では番組名で表記されたが、番組名がまだ決まっていない頃は「映像と音楽」と表記された。
- 2008年度後期は、これとは別に総合テレビの放送休止時＝原則日曜深夜、及び年2回程度の平日の集中メンテナンス日は臨時に終夜放送を行う場合があり、翌朝5時前まで放送された[注 13]が、2009年度から現在[いつ?]は前述のとおり環境・省エネ対策の徹底から深夜の放送終了時・放送日上の翌日の放送開始時の前後十数分に「臨時ニュース」についての告知を入れる。

### BS・BSプレミアム4K
- 2023年12月1日に再編され新開局したNHKBSでは定時では月曜早朝4時台のみ、NHKBSプレミアム4KではBSプレミアム同様、2時台から5時までに放送枠が予定されている[1]。NHKBSは月 - 土曜の23時台から4時台まではBSセレクション・ エキサイティングスポーツ（随時）枠となっており、BS1スペシャルや単発のスペシャル番組の放送がメインで映像散歩[2]が放送されるのは午前2時、3時台が主となっている。自然へのいざない、大いなる自然、旅のアルバム世界の工芸品といったナレーションありのミニ番組の放送もある。2024年4月以降は自然へのいざないといった2000年代前半制作のミニ番組の放送は減少している。

### 旧BS1・BSプレミアム
- 旧4チャンネル体制時代は、
  - BSプレミアムは主に2時台もしくは3時台から5時まで（2015年3月までは6時まで、ただし週末のみ5時台前半も放送することがあった）。不定期で放送機器調整による休止がある。
  - BS1でも、4時台の『ワールドニュースアジア』が終了した2018年度から、放送されており、全曜日通じて主に1時台もしくは2時台から4:30まで（ただし、スポーツ中継等で短縮・休止される場合もある[注 14]）。海外のスポーツ中継の減少により2023年4月期からは0時台より4時間（日曜は6時まで6時間近くの日もあった）ほど放送されていた。
  - なおBS4K・8K（8Kは現在も実施）は深夜 - 早朝（8Kは概ね22時過ぎ - 翌日10時過ぎ）にかけて、放送設備メンテナンスのため番組休止枠があるため、映像散歩が放送されることはほとんどなく、休止時は静止画像で「BS（4K・8K）はただいま放送を休止しています」の字幕が表示される程度だった。
  - 2024年正月の能登半島地震に伴い、被災者向けへの情報提供のため、旧BSプレミアムのBS103chを利用して2024年1月9日よりNHK金沢総合テレビのサイマル放送を開始したが、権利関係の都合上、BSで放送できない海外ドラマやプロ野球中継等、一部の番組は映像散歩に差し替えて放送している。なお、BS103chによる放送は6月30日24:00を以って終了したが、終了直前の22:55以降は総合テレビで海外ドラマ等が編成されていた為映像散歩に差し替えられ、同チャンネルで最後に放送された番組となった。

## 内容
基本的に30分ないし60分で編集される。フィラーであるため、最後まで放映されるとは限らない。また、緊急ニュースを含めた地域番組差し替えのためこの時間に放送できなかった番組を振替放送するため、途中飛び乗りで開始する場合もある。
ナレーションがないため、原則として人の音声は入らないが、使用映像に音声が入っている時、そのまま使われることもある。 
MUSIC BOX（60分）
- 邦楽編
  - 1960年代
  - 1970年代
    - Vol.1
    - Vol.2

  - 1980年代
    - Vol.1
    - Vol.2

  - 1990年代
    - 1990年
    - 1991年
    - 1992年
    - 1993年

風情 日本
- 東京～面影～
- 京都～雅～
- 日光～荘厳～
- 北海道～雄大～
- 日本～色風景～

名曲コレクション
- バッハ

- ベートーベン
- ベートーベン[注 17]
- モーツァルト
- ブルックナー
- ハイドン
- ドボルザーク
- ショパン（1）
- ショパン（2）
- ショパン（3）、リスト
- リスト
- ヘンデル
- ヘンデル（1）
- ヘンデル（2）
- ヨハン・シュトラウス
- サティ
- ヨーロッパ・オペラ劇場（1）
- ヨーロッパ・オペラ劇場（2）
- ヨーロッパ・オペラ劇場（3）
- ヨーロッパ・オペラ劇場（4）
- ヨーロッパ・オペラ劇場（5）
- ヨーロッパ・オペラ劇場（6）
- ヨーロッパ・オペラ劇場（7）
- ヨーロッパ・オペラ劇場（8）
- ヨーロッパ・オペラ劇場（9）
- ヨーロッパ・オペラ劇場（10）
- ヨーロッパ・オペラ劇場（11）
- ヨーロッパ・オペラ劇場（12）
- オペラ・ハイライト

民族音楽紀行
- 中国
- モンゴル
- インドネシア
- インド
- ヨーロッパ
- アフリカ
- メキシコ
- カリブ･キューバ･ドミニカ・プエルトリコ・マルティニーク
- パナマ・コスタリカ・グアテマラ・ペルー
- チリ・ペルー・ボリビア
- ブラジル・アルゼンチン

映像世界旅
- 長江と共に生きる
- 三峡の美
- 時を越えて 敦煌・シルクロード
- 大地の鼓動 イタリア
- 永遠なる流れ ライン川の旅
- 運河と湖水と イングランド

世界・大自然紀行
- 流牧民たちの大草原 モンゴル
- 流氷のふるさと アムール川
- 大地を刻む川 黄河
- 標高5000メートルの聖地 チベット高原
- 世界の屋根 ヒマラヤ、ブータン
- 祈りの大地 インド
- 恵みを運ぶ川 メコン
- 熱帯雨林の島 ボルネオ、スラウェシ
- 赤道の首飾り インドネシア諸島
- 氷河と火山の島 グリーンランド、アイスランド
- 青き大河の流れ ドナウ川
- ヨーデルが響く山 アルプス
- 神秘の大地 エジプト、エチオピア
- 生きものたちの楽園 アフリカ、サバンナ
- 類人猿の住む森 アフリカ・ジャングル
- 生命が躍る大地 アフリカ・南部砂漠地帯
- ツンドラとタイガの大地 シベリア
- オホーツク海に浮かぶ秘境 カムチャッカクリル列島
- 白夜とオーロラの国 アラスカ
- ナイアガラと豊饒の海 カナダ・セントローレンス
- 氷河と大峡谷 ロッキー山脈
- 火山と珊瑚の島 ハワイ、南太平洋
- 森と海と太陽と 中央アメリカ
- 生命を育む大河 アマゾン
- 水没する大湿原 南米・パンタナル
- 進化論を生んだ島 ガラパゴス諸島
- インカ文明のふるさと アンデス
- 風と氷河の大地 パタゴニア、フォークランド
- 赤い大陸 オーストラリア
- 白い大陸 南極

美しき自然・日本
- 最後の秘境 知床
- 水と緑の大地 釧路湿原
- 神々の遊ぶ庭 大雪・富良野
- 神秘の湖 摩周・屈斜路湖
- 躍動する野生 支笏・洞爺・日高山脈
- 豊穣の森 白神山地
- もみじの王国 十和田・八甲田・八幡平
- 海鳥たちのゆりかご 三陸海岸
- ミズバショウのふるさと 尾瀬
- シカが群れる高原 奥日光
- 蘇った海 東京湾
- 東京のオアシス 武蔵野・多摩川
- エメラルドの島々 伊豆・小笠原諸島
- 神秘の大樹海 富士・青木ヶ原
- 蜃気楼の立つ海 富山湾・佐渡
- 魚たちの回廊 長良川
- 花と緑の山脈 南アルプス
- 稜線の詩 北アルプス
- 雪山讃歌 立山・黒部峡谷
- アユが踊る湖 琵琶湖
- 古都の四季 京都・奈良
- 黒潮に出会う岬 紀伊半島
- 風のまわり舞台 鳥取砂丘
- 清流と黒潮と 四万十川・土佐湾
- 干潟の名優たち 有明湾
- 輝く大地 阿蘇・出水・都井岬
- 最後の原生林 屋久島
- 南の海の島々 トカラ・奄美・沖縄
- 珊瑚礁の島 沖縄・慶良間列島
- 秘境・亜熱帯の森 西表島

宇宙（30分）
- 宇宙から見た地球
- 地球ウオッチ
- 人類・宇宙への挑戦
- 太陽系グランドツアー
- 星空紀行
- 人類月に立つ～アポロ計画の記録 「MERORIA」

太陽系グランドツアー
- 太陽 母なる星の素顔
- 探査機が見た赤い惑星・火星の素顔
- 探査機"ボイジャー"が見た巨大惑星たち
- 太陽系の謎に挑む探査機たち

大黄河悠久の旅
- 黄河上流域～少数民族の天地
- 黄河中流域～黄土高原に生きる
- 黄河下流域～河口への旅

富士山
- 春を迎える富士山
- 夏の雄姿・富士山
- 秋色に染まる富士山
- 白銀の富士山
- 四季を彩る富士山

世界の街角
- フィレンツェ
- ローマ・ベネチア
- ウィーン
- マドリード

イギリス鉄道の旅
- ヴィクトリア時代の郷愁を乗せて ～ウェールズ タフフリン鉄道～
- 国立公園の小さな鉄道 ～ウェールズ ランベリス湖畔鉄道とスノードン山岳鉄道～
- 潮風の中のチンチン電車 ～北イングランドブラックプール電気鉄道～
- 緑の荒野を越えて ～スコットランド 西ハイランド鉄道～

水音シンフォニー
- 滋賀 滝のある風景

空中散歩（30分）
- 富士山・北アルプス雲上の峰々
- 四国・碧（あお）き海と山河を巡る
- 九州・火の国紀行
- 沖縄・ちゅらうみ紀行

世界の市場（30分）
- ネパール・カトマンズ
- 中国・香港
- ドイツ・韓国
- インド・マレーシア・トルコ

美景・絶景 日本列島再発見（30分）
- 北海道編
- 東北編
- 関東・中部編
- 近畿・中国・四国編
- 九州・沖縄編

日本夜景めぐり（30分）
- 北海道
- 東京
- 横浜・神戸
- 中国・九州
- イルミネーション・花火

京都　音めぐり（30分）
- 守り継ぐ伝統の音
- 古都に息づく暮らしと祈り

ローカル鉄道の旅（30分）
- 北海道・東北（30分）
  1. JR宗谷線（北海道）
  2. JR富良野線（北海道）とJR石勝線（北海道）
  3. JR根室本線（北海道）
  4. JR日高本線（北海道）
  5. JR五能線（秋田－青森）とJR花輪線（岩手－秋田）
  6. JR釜石線（岩手）
  7. JR仙山線（宮城－山形）
  8. JR米坂線（山形－新潟）
  9. 会津鉄道（福島）
- 関東甲信越（30分）
  1. 真岡鐵道（栃木－茨城）
  2. 鹿島鉄道（茨城）
  3. JR鹿島線（千葉－茨城）
  4. JR吾妻線（群馬）と秩父鉄道（埼玉）
  5. 銚子電気鉄道（千葉）
  6. いすみ鉄道（千葉）
  7. JR久留里線（千葉）とJR磐越西線（福島－新潟）
  8. JR只見線（福島－新潟）
  9. JR飯山線（長野－新潟）
  10. 上田交通別所線（長野）とJR小海線（山梨－長野）
  11. JR大糸線（長野－新潟）
- 中部・関西（30分）
  1. 大井川鐵道（静岡）
  2. 神岡鉄道（岐阜－富山）
  3. 天竜浜名湖鉄道（静岡）
  4. 樽見鉄道（岐阜）
  5. 三岐鉄道（三重）
  6. 名古屋鉄道（愛知）
  7. 京福鉄道（京都）
  8. 紀州鉄道（和歌山）
  9. 北近畿タンゴ鉄道（京都）
- 中国・四国（30分）
  1. JR木次線（島根－広島）
  2. JR山陰本線（京都－山口）
  3. JR呉線（広島）
  4. JR小野田線（山口）
  5. JR徳島線（徳島）
  6. JR牟岐線（徳島）とJR予讃線（香川－愛媛）
  7. JR山口線（山口－島根）
  8. JR予土線（高知－愛媛）
- 九州（30分）
  1. 甘木鉄道（佐賀－福岡）
  2. JR唐津線（佐賀）とJR佐世保線（佐賀－長崎）
  3. 島原鉄道（長崎）
  4. JR豊肥本線（大分－熊本）
  5. 南阿蘇鉄道（熊本）
  6. 高千穂鉄道（宮崎）
  7. JR肥薩線（熊本－鹿児島）
  8. JR指宿枕崎線（鹿児島）

音楽都市散歩（30分）
- ウィーン
- パリ
- イタリア
- スペイン
- ロシア

大空撮!ヒマラヤ山脈（30分）
- 世界最高峰エベレスト
- エベレスト周辺の山々
- カンチェンジュンガ
- 豊饒（じょう）の山々 アルナプルナ
- 白い山 ダウラギリ

プラネットアース　絶景・天空の旅（30分）
- 極地（2009/04/13）
- 高山（2009/04/13）
- 淡水（2009/04/14）
- 森林・草原（2009/04/15）
- 砂漠・海（2009/04/19）

昭和のSL映像館 ～NHKアーカイブスから～
- 昭和のSL映像館Ⅰ（30分）
  - 北海道編[注 23]
  - 東日本編
  - 西日本編
  - 九州・四国編
  - 新日本紀行編[注 24]
- 昭和のSL映像館Ⅱ（60分[注 25]）[注 26]
  - 東日本・北海道編
  - 九州・四国・西日本編
  - さよなら運転編

生きものたちの地球（30分）
- 東南アジア 命あふれる熱帯雨林
- オーストラリア カンガルー跳ねる島
- 北アメリカ 果てしない平原と森
- 南アメリカ 水辺広がる大草原
- 東アフリカ 野生の楽園 大サバンナ

日本の名峰スケッチ（60分）
- 北アルプス
- 南アルプス八ヶ岳[注 27]

走れ!新幹線（30分・BSプレミアムの『BS映像散歩』のみ）
- 懐かしの0系
- 車両アラカルト 0系～800系
- 車両アラカルト E1系～E7系・W7系
- 空から見た新幹線

美しき日本の山々（60分）
- 北海道・東北「トムラウシ山、十勝岳、八甲田山、飯豊山」
- 関東「尾瀬、八ヶ岳」
- 北アルプス「槍ヶ岳、焼岳、立山、剱岳、水晶岳、鷲羽岳 ほか」
- 南アルプス「北岳、甲斐駒ヶ岳、白山、雨飾山、荒鳥岳、御嶽山」
- 西の山「宮之浦岳、くじゅう連山、石鎚山」
- 富士山・穂高岳
- 大雪山・阿蘇山
- 草津白根・大山・赤城山
- 開聞岳・聖岳・鳥海山
- 白馬山・光岳・磐梯山
- 羅臼岳・筑波山・男体山
- 恵那山・剣山・空木岳
- 大台ヶ原山・巻機山・早池峰山
- 谷川岳・常念岳・丹沢山

美しき世界の山々（60分）
- スイス・アイガー
- マウントレーニア（アメリカ）
- サザンアルプス（ニュージーランド）
- ギアナ高地（ベネズエラ）、パタゴニア（チリ）
- ヨセミテ（アメリカ）、カナディアンロッキー（カナダ）

地球でイチバンシリーズ（60分）
- 地球でイチバンの大草原と水上集落 アジア編〜モンゴル・カンボジア〜
- 地球でイチバンの海の楽園と神秘の島 海と島編〜セーシェル諸島・ヤップ島〜
- 地球でイチバンの乾いた大地と天空の塩田 南米編〜チリ・ペルー〜
- 地球でイチバンの野生動物の楽園 アフリカ編〜タンザニア〜
- 地球でイチバンの氷の世界と大地の鼓動 極北編〜グリーンランド・アイスランド〜

コズミックフロント☆ヒーリング（60分）
- 総合テレビ・BS1でも放送
  - 日本列島の夜
  - 北半球の夜
  - 南半球の夜
- BSプレミアムのみ放送
  - 日本星空紀行
  - アメリカの夜
  - ランディが挑む アメリカ 夏の星空
  - ランディが挑む アメリカ 冬の星空
  - 心をいやす宇宙絶景
  - 宇宙×東京フィルハーモニー交響楽団
  - マジックアワー 天空が魔法にかかるとき

空からクルージング特別編（60分）
- ヨーロッパの城と宮殿
- ヨーロッパの街や村
- ヨーロッパの教会
- ヨーロッパ 海と陸のはざまに
- 知られざるヨーロッパの遺跡
- フランス・ロワール川を下る
- イタリア・シチリア島一周の旅
- フランス・ロワール川の古城
- イタリア・シチリア島の古代遺跡
- スイス・氷河特急の旅
- ノルウェー・ベルゲン急行の旅
- スコットランド・ハイランド横断紀行
- ドイツ・ロマンチック街道をゆく
- ポルトガル・世界遺産を巡る旅
- アンダルシア・イスラム王国の残照
- マルタ 海辺の風景
- クロアチア イストラ半島の旅

ヨーロッパ トラムの旅（60分）
- イタリア ローマ
- ドイツ ベルリン
- オーストリア ウィーン
- オランダ アムステルダム
- ポーランド クラクフ
- チェコ プラハ
- ハンガリー ブダペスト
- セルビア ベオグラード
- フィンランド ヘルシンキ
- ブルガリア ソフィア

映像詩（60分）
- 尾瀬
- 野付半島の四季
- 飛鳥
- やまとの四季七十二候
- 春日大社
- 祈りの桜奈良県吉野山
- 命の映像詩 やまとの季節
  - 春から夏へ
  - 夏から秋へ
  - 秋から冬へ
  - 冬から春へ

運転席からの風景（60分）
- 首都圏を結ぶJR武蔵野線
- 鉄道開業の地・新橋から横浜
- JR鶴見線
- 東武東上線
- のと鉄道の桜
- 京浜の貨物列車
- 京阪大津線
- 近鉄奈良線
- 絶景の桜
- 桜満開！ローカル鉄道
- 小田急小田原線
- 東武スカイツリーライン
- 神戸電鉄有馬線

#### 世界の祭り
- イギリス・シェトランド　バイキングの火祭り
- イタリア・ベネチア　仮面カーニバル
- スペイン・パンプローナ　牛追い祭り
- フランス・リヨン　光の祭典

#### 路面電車のある風景
- 宇都宮芳賀ライトレール

#### ダーウィンが来た！特選映像集
- 色イロいろ VIVID NATURE
- 流転する時の魔法 MAGIC OF TIME
- 群れる 生きる TOGETHER
- 愛　響き合う　ＣＵＴＥ！ＤＡＮＣＥ！ＦＡＭＩＬＹ！

#### 絶景YOGA
- 小笠原 父島

その他内外観光地のビデオ映像
- 長編[注 33]
  - 屋久島
  - 日本の山
- BGM・クラシック系[注 34]
  - 東北夏山散歩（2）
  - 夏山散歩～蔵王・早池峰山（2）
  - 魚たちの楽園・大島（2）
  - チベット高原の自然（2）
  - ヒマラヤ高峰（2）
  - 南極大陸（2）
- 短編[注 35]
  - 北海道
    - 夏の北海道
    - 感動大自然 北海道「厳冬 白に潜む息吹」
    - 初夏の網走
    - 冬の十勝 -White Land-
    - 運河の街　小樽～北海道
    - 黄昏の街函館～秋の道南地方
    - 初夏の函館
    - 秋の函館周辺

  - 東北
    - 東北の山 四季の彩り
    - 初夏の青森
    - ブナの森の四季～世界遺産 白神山地
    - 白神の森・青葉の一日
    - 春の秋田
    - 初夏の三陸海岸
    - 仙台・松島散歩
    - 四季・栗駒山
    - 山形散歩
    - 山形・蔵王
    - ブナの森のおくりもの～福島県会津
    - 阿武隈川の四季
    - 義経北行紀行

  - 関東甲信越
    - 四季 那須連山
    - 冬の茨城
    - 春の水戸
    - 初夏の栃木
    - 秋の宇都宮
    - 初秋の佐野・藤岡
    - 桐生・足利点描
    - 湯の町・草津
    - 秩父SLの旅
    - 八高線沿線
    - 蔵の街 川越
    - 房総半島巡り
    - 早春の南房総
    - 春の房総半島
    - 東京湾周辺
    - 春の隅田川～東京
    - 浅草寺と浅草
    - 東京スカイツリー フォトメッセージ[注 36]
    - アラウンドTOKYO
    - 東京駅と交通博物館
    - 東京・新宿界わい
    - 井の頭線沿線
    - 井の頭線の風景
    - 晩秋の調布～東京～
    - ニュータウン・八王子
    - 奥多摩の春
    - 横浜点描
    - 江ノ電の風景
    - 鎌倉散策
    - 初夏の三浦半島「初夏を満喫～三浦半島」
    - 冬の箱根
    - 冬の箱根路
    - 小田原と伊豆
    - 伊豆点描
    - 伊豆の四季
    - 伊豆半島の旅
    - 伊豆大島・海中散歩(1)
    - 大島・海中散歩（2）
    - 伊豆大島と椿まつり
    - ぶどうの街・山梨
    - 富士五湖周辺
    - 富士五湖と八ヶ岳連峰
    - 富士五湖と八ヶ岳連峰（2）
    - 八ヶ岳山麓
    - 冬・八ヶ岳（2）
    - 中央アルプス
    - 穂高連峰の四季「標高3000メートルの世界」
    - 御嶽山の自然
    - 御嶽山の四季
    - 新緑の木曽路

  - 東海・北陸
    - 開国の街 下田～静岡
    - 静岡散歩
    - 浜松市と浜名湖
    - 名古屋周辺名所めぐり
    - 冬の北アルプス（1）
    - 北アルプス「北アルプスの四季」
    - 北アルプス「北アルプスの名峰」
    - 北アルプス「北アルプス空中散歩」
    - 北アルプス 美の点描
    - 晩秋の飛騨・高山
    - 黒部峡谷の夏
    - 奥能登の四季

  - 近畿
    - びわ湖周辺めぐり
    - 京都・初秋の旅
    - おサルのお山ののんびり風景～京都・嵐山
    - さくら咲く 古都奈良「古都奈良散策」
    - 奈良・大和路の四季
    - 水の都 おおさか散歩
    - 大阪・水都物語～大阪ベイエリア
    - 大阪の春
    - 夏の大阪
    - 秋の神戸
    - 明石海峡大橋と淡路島
    - 花の島・淡路

  - 中国・四国
    - 岡山散歩
    - 初夏の広島
    - 夏の広島
    - 坂のまち尾道
    - ふるさと鳥取
    - 春の島根－松江・出雲－
    - 四国の自然・文化遺産
    - 四国海中紀行
    - 初秋の香川
    - 霊峰 剣山～徳島県
    - 平家伝説の里～徳島県祖谷地方
    - 早春の松山路
    - 四万十川流域
    - 四万十川の四季
    - 瀬戸内 ふるさとの絶景

  - 九州・沖縄
    - 福岡の春
    - 長崎散歩
    - 阿蘇～春・夏
    - 阿蘇～秋・冬
    - 初春の宮崎
    - 春の鹿児島
    - 屋久島・森と水
    - OKINAWA
    - 沖縄点描
    - 夏の沖縄
    - 大東島 遥かなり～沖縄県南北大東島
    - 海底の花園 サンゴの美～沖縄　慶良間諸島～
    - 神秘の西表島～太古から続く大自然～

  - 海外
    - 孔子のふるさと～中国・山東省曲阜
    - 中国歴史紀行
    - 夏・チベットを行く（2）
    - 青海チベット鉄道
    - インド洋 サンゴの海に潜る ー モルディブ ー
    - サンゴ礁 水中散歩 ー オーストラリア グレートバリアリーフ ー
    - カリブ海 魅惑の大自然 ー ベリーズ ー
    - 川のある暮らし～タイ
    - 古寺巡礼～タイ・アユタヤ遺跡
    - 映像と音楽・世界遺産フランス横断の旅
    - イタリア世界遺産
    - ロンドン・リージェンツパークの秋（1）
    - ロンドン・リージェンツパークの秋（2）
    - 南イングランドの旅（1）
    - 南イングランドの旅（2）
    - 南イングランドの旅（3）
    - グリーンランド
    - サバンナの響き（1）
    - サバンナの響き（2）
    - 大自然の大陸～オーストラリア
    - シドニーの春
    - シドニーの秋
    - マグレブ世界遺産紀行「チュニジア・アルジェリア・モロッコ」

  - その他
    - 平安夢幻
    - サファリーパーク[注 37]
    - 川の見える風景
    - 日本海・玄達瀬 海のなかまたち
    - 大自然 魅惑の島々
    - 海
    - 山
    - 海外
    - 昭和の皇居と皇室

## 映像散歩と類似する番組
厳密には映像散歩の作品群ではないが、映像散歩と連続した時間帯に放映されること、ナレーションのない環境映像的な作品という似通ったコンセプトであることから、この節にまとめて記載する。
水・族・館
- 八景島シーパラダイス
- うみたまご大分マリーンパレス
- 沖縄・美ら海水族館

音紀行（3分・5.1ch）
- 潮が唸る海の交差点～関門海峡
- 山間を“貴婦人”が駈ける～山口線
- 千年の古都に鐘の音響く～京都市
- 茶屋街に三味の音流れて～石川県・金沢市
- 雨上がる 森と池と稜線と～長野県・北八ヶ岳
- 吼える風 氷瀑を攀じる～厳冬・八ヶ岳
- 潮騒がはこぶ干潟の春～東京湾・三番瀬
- 紅花染めのハーモニー～山形県・置賜
- 森に聴く生命の水音～白神山地
- ササラ電車の走る頃～北海道・札幌市
- 凍裂の音が森に響く～北海道・陸別町

世界遺跡紀行（3分）
- －アブシンベル神殿（エジプト）－
「All Is Full Of Love」 Björk Guðmundsdóttir ビョーク
- －アンコールワット（カンボジア）－
「Life In Mono」 Mono
- －ウシュマル（メキシコ）－
「Banchelorette」 Björk Guðmundsdóttir ビョーク
- －エフェソス（トルコ）－
「Battersea」 Hooverphonic
- －オリンピア遺跡（ギリシャ）－
「Through The Seas Of Life」 Simon Cloquet
- －カイラサナータ寺院（インド）－
「Heavy Intro」 Talvin Singh
- －カルナック神殿（エジプト）－
「After The Storm」 CRAIG ARMSTRONG
- －クノッソス遺跡（ギリシャ）－
「Sad Off」 Björk Guðmundsdóttir ビョーク
- －コロセウム（イタリア）－
「Mare Crisium Introitus」 Karl Jenkins
- －チチェン・イツァ（メキシコ）－
「Where Were You」 Jeff Beck
- －テオティワカン（メキシコ）－
「T.N.T.For The Brain」 Enigma
- －ニューグレンジ（アイルランド）－
「Mare Australis」 Karl Jenkins
- －ピラミッド（エジプト）－
「Unravel」 Björk Guðmundsdóttir ビョーク
- －バイヨン寺院（カンボジア）－
「Group four」 Massive Attack
- －パガン（ミャンマー）－
「Mumbai Theme Tune」 Talvin Singh
- －バンテアイ・スレイ（カンボジア）－
「Sonic beat」 Monica Ramos
- －パルテノン神殿（ギリシャ）－
「The Desert Music」 Steve Reich
- －バンテアイ・スレイ（カンボジア）－
「Sonic Beat」 Monica Ramos
- －マチュピチュ＋ナスカ（ペルー）－
「Blood And Gold」 Jimmy Smith
- －ルクソール（エジプト）－
「Who Wants To Live Forever」 Brian Harold May作曲・Sarah Brightman演奏

さわやかウインドー（30分・主にBSプレミアムの『BS映像散歩』にて放送）
- あ
  - ～赤城山 新緑の頃～
  - ～阿寒(あかん)国立公園 色づく秋～
  - 〜秋色 箱根路〜
  - ～阿里山森林鐡路をゆく～
  - 〜淡路 島めぐり〜
  - ～生駒山めぐり～
  - 〜異人館の街 神戸〜
  - ～大阪・京都・奈良 桜めぐり～
  - ～大阪 橋のある風景～
  - 〜奥土佐紀行〜
  - 〜沖縄・座間味 島の風景〜
  - 〜沖縄 サンゴ礁〜
  - ～小鹿田(おんた)焼きの里 日田皿山(ひたさらやま)～
- か
  - ～かずら橋の里 祖谷～
  - ～上高地 冬景色～
  - ～鎌倉散歩～
  - ～ガラスタウン 新宿～
  - ～紀州 熊野の夏～
  - ～紀州の海 百景～
  - ～鬼怒川上流 新緑と清流～
  - ～京都 嵯峨野路～
  - ～京都 桜一色～
  - ～京都西山 もみじの小径(こみち)～
  - 近代化遺産～碓氷峠 廃線を行く～
  - ～幻想 白川郷～
  - ～甲州 ワインの薫る里～
  - 〜こけむす森 奈良県大台が原〜
- さ
  - ～埼玉 荒川源流郷～
  - ～埼玉 史跡散歩～
  - 〜埼玉 秩父巡礼路〜
  - 〜坂の町 尾道〜
  - ～山陰海岸 夏点描～
  - ～椎葉村 ひえつき節の里～
  - 〜潮騒 三浦半島〜
  - ～絞り染めの町 有松(ありまつ)～
  - ～島根半島縦断の旅～
  - ～初夏 伊豆半島紀行～
  - ～初夏 旧別子銅山～
  - ～初夏 三方五湖～
  - ～清流が育んだ町 岐阜～
  - ～世界遺産 屋久島の自然～
  - ～瀬戸内の春～
- た
  - ～台湾 蘇花公路を行く～
  - ～竹富島～ 水牛車に揺られて
  - ～梅雨を彩る～
  - ～東京下町散歩～
  - ～東京のオアシス 武蔵野～
  - ～十勝 厳冬の風景～
  - ～飛島 初夏の風景～
- な
  - ～夏・知床～
  - ～夏山紀行 中央アルプス～
- は
  - 〜白山麓（ろく）夏紀行〜
  - ～函館 異国紀行～
  - ～花開く桃源郷 甲府盆地～
  - ～春の道草 石神井公園～
  - ～晩秋 越前海岸～
  - ～晩秋の椎葉村～
  - ～蒜山(ひるぜん)高原 緑と水を訪ねて～
  - ～富士山点描～
  - ～富士山麓 三十六景～
  - ～富士のある風景～
  - 〜冬景色 南八ヶ岳〜
  - ～冬の木曽路 妻籠宿～
  - ～ふれあいの森 狭山丘陵～
  - 〜伯耆富士 大山〜
  - 〜北海道 大雪山晩秋〜
  - 〜北海道 天売島・焼尻島の短い夏〜
  - ～北海道美瑛 彩の丘秋深く～
- ま
  - ～水の町 大分県 竹田～
- や
  - ～夜光きらめく街 函館～
  - ～柳川 どんこ舟～
  - ～優駿の里日高～
  - ～雪国 越後湯沢～
  - ～雪の大地 十勝平野～
- ら
  - ～歴史と文化の薫る街 小樽～
  - ～歴史を語る水郷の町 滋賀・近江八幡～
- わ
  - ～わたらせ渓谷鐡道の旅～

ハイビジョンウインドー（60分、BSプレミアムの『BS映像散歩』のみ）
- - フロリダ
  - パンタナール
  - ピヤントンガ
  - ベネチア
  - 樹海
  - オーストラリア
  - 北マリアナ

BS洋楽グラフィティー→MUST BE UKTV（60分、BSプレミアムの『BS映像散歩』のみ）
- BS洋楽グラフィティー
  - 60's（Vol.1 - 5）
  - 70's（Vol.1 - 5）
  - 80's（Vol.1 - 15）
  - 90's（Vol.1 - 5）
- MUST BE UKTV

菜園ライフ（60分、BSプレミアムの『BS映像散歩』のみ）
- #1
- #2
- #3
- #4
- #5

### 他番組の企画
番組の企画によって制作され、主に番組宣伝を目的とした『フィラー』番組がいくつか存在する。いわゆる風景や環境映像ではないものの、映像散歩と同じようにナレーションや人物の発言・セリフなどは含まれず、時報スーパーが表示される。
イカ大王フィラー
30分枠。2014年3月から放送。映像・音声は「海底の花園 サンゴの美」をベースとするが、「LIFE!〜人生に捧げるコント〜」のキャラクター『イカ大王』（塚地武雅）が合成で出演する。
フィラーでピカッチ
30分枠。2014年10月から放送。「伝えてピカッチ」のコーナーである『こねて伝えて 粘土でピカッチ』のお題と粘土作品を紹介する。
テンゴな“Buzzフィラー”
30分枠。2018年10月14日未明、総合テレビ「テンゴちゃん」における企画『秋の夜長の“Buzzフィラー”選手権!』で、出演者おのおのがフィラー映像を制作。その中から選出された作品が同日「テンゴな“Buzzフィラー”」として放送された。その後も単発で何度か放送された。
おやすみタローマン
30分枠。2023年7月から放送。「TAROMAN 岡本太郎式特撮活劇」のキャラクター『タローマン』が登場する。なお番組本編の初回放送は前年の2022年に行われている。